# Henri Fantin-Latour
Ignace Henri Jean Théodore (Henri) Fantin-Latour (Grenoble, 14 januari 1836 - Buré (Orne), 25 augustus 1904) was een Frans schilder en lithograaf die vooral werkzaam was in het 19e-eeuwse Parijs. Latour behoorde tot de kunstzinnige stroming van het realisme. Hij leerde het schilderen van zijn vader, Théodore Fantin-Latour die voornamelijk portretten schilderde.

## Leven en werk
Fantin-Latour volgde een opleiding aan het École nationale supérieure des beaux-arts in Parijs. Hij huwde in 1876 met de schilder Victoria Dubourg, die hij had leren kennen in het Louvre. Fantin-Latour had grote bewondering van de oude meesters en was een uitstekend kopiist. Het hield vast aan het realisme en wees nadrukkelijk de nieuwe technieken geïntroduceerd door de impressionisten af.
Fantin-Latour werkte als schilder van portretten van onder meer zijn familieleden en vrienden. Hij begaf zich in kringen van kunstenaars, onder wie Arthur Rimbaud en Paul Verlaine, die hij vastlegde op zijn beroemde werk Un coin de table (Musée d'Orsay).
Het beroemdst werd Fantin-Latour echter door zijn lithografieën, waarop hij vaak beelden uit opera en muziek vastlegde. Hij illustreerde werken van Wagner en Hector Berlioz. Ook zijn stillevens met bloemen als onderwerp worden tot zijn beste werken gerekend.

## Overzicht

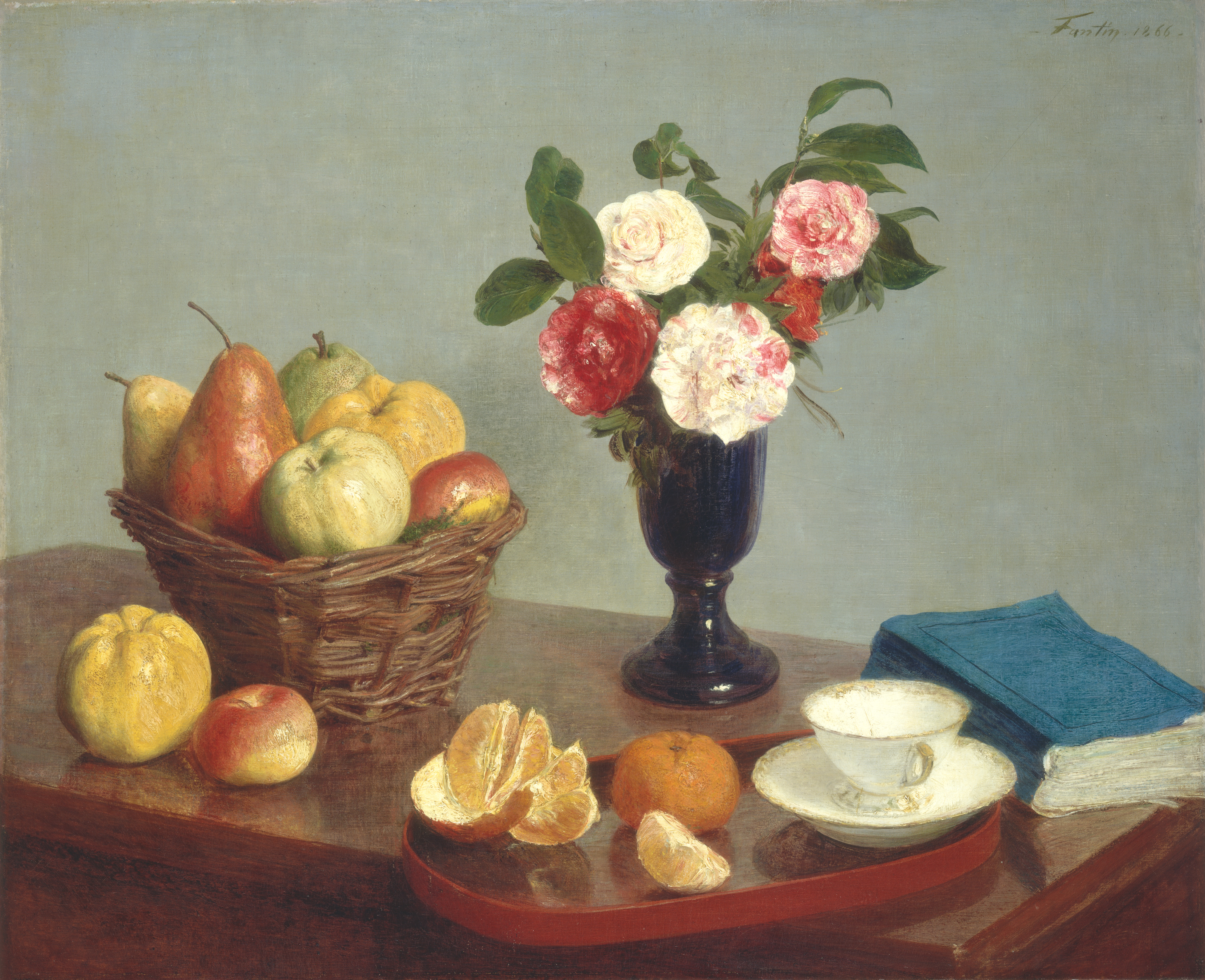
Stilleven, 1866, National Gallery of Art, Washington
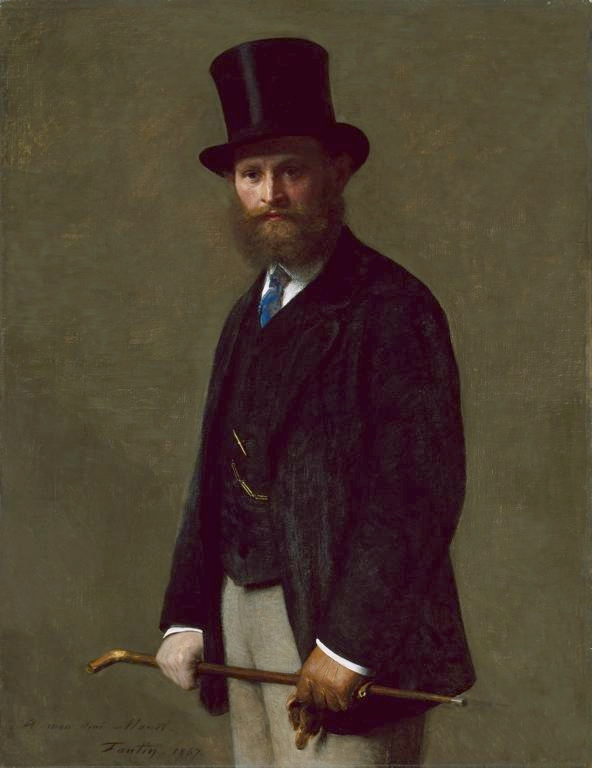
Portrait d'Edouard Manet, 1867, Musée d'Orsay, Parijs
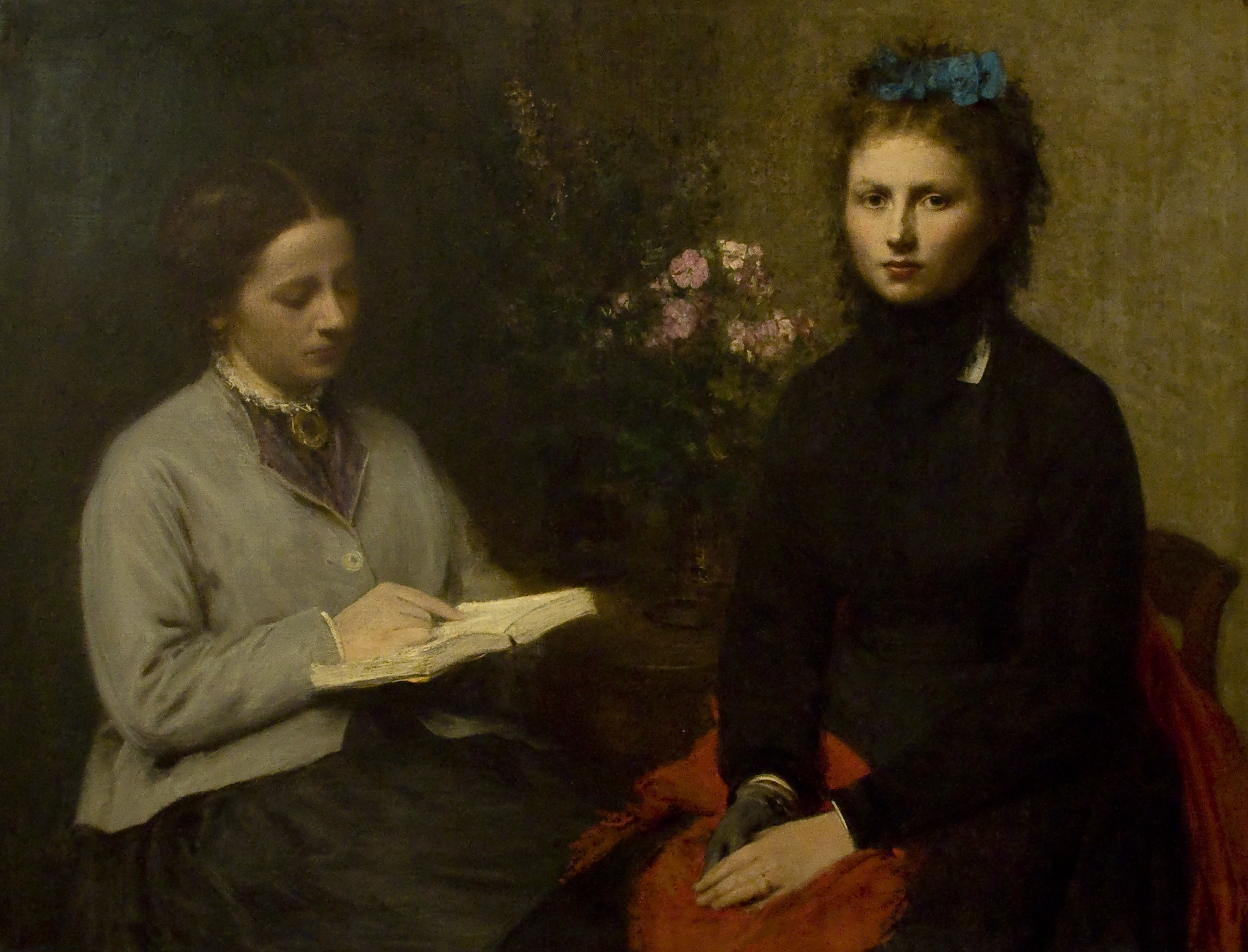
Het lezen, 1870, Museu Calouste Gulbenkian, Lissabon
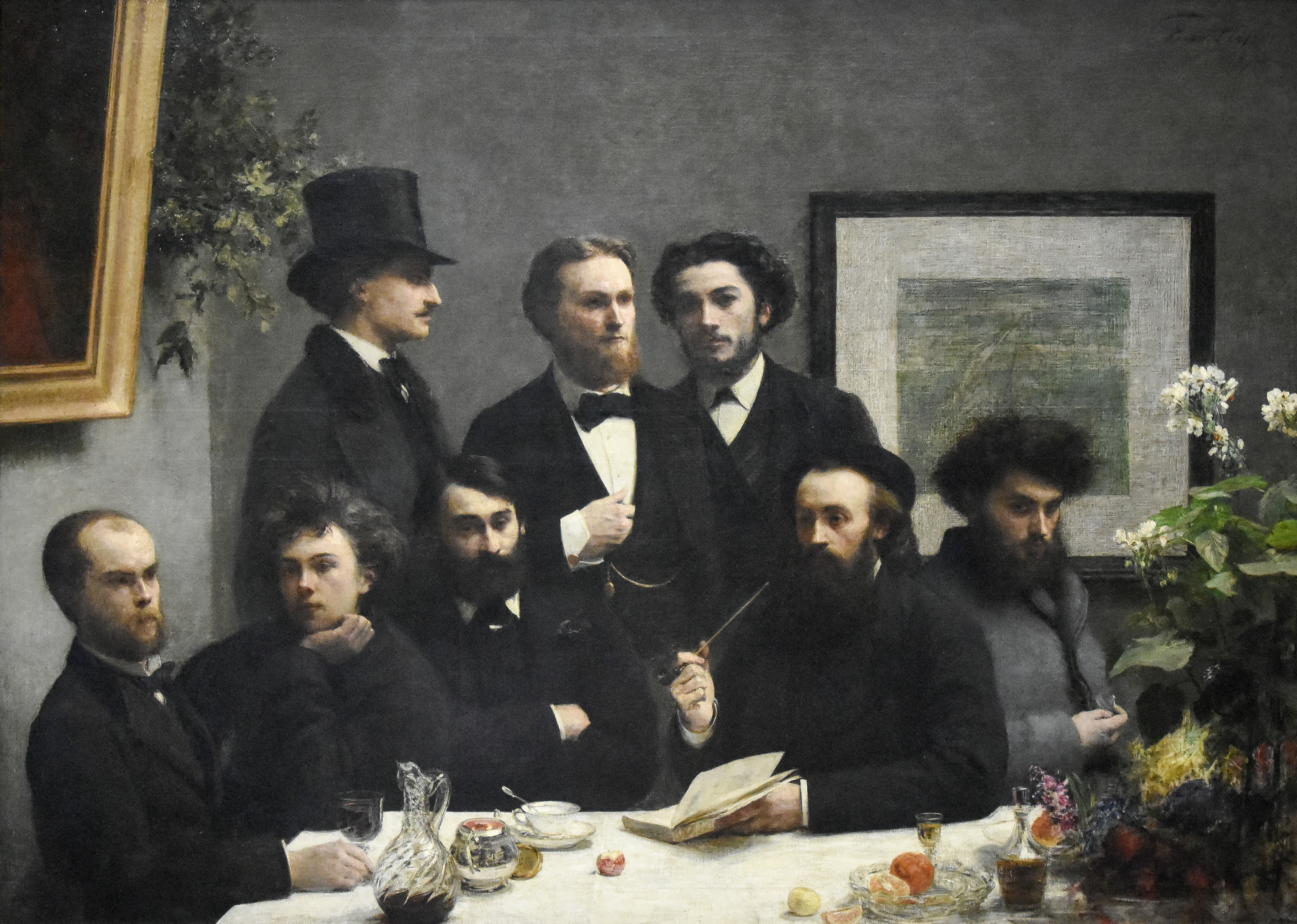
Un Coin de Table (Poètes maudits, 1872), Musée d'Orsay, Parijs
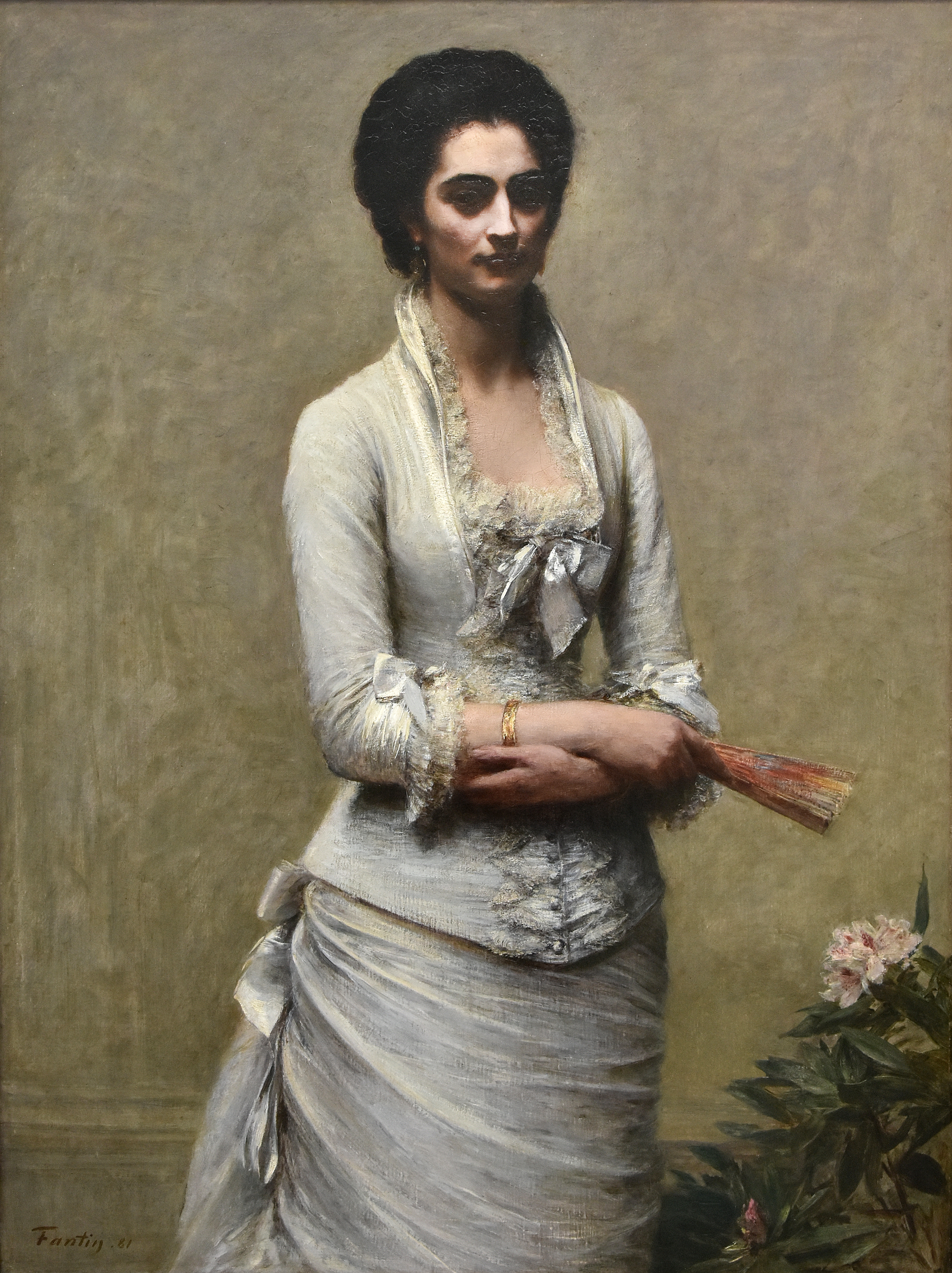
Portret van Eva Callimachi-Catargi 1881, Kröller-Müller Museum, Otterlo
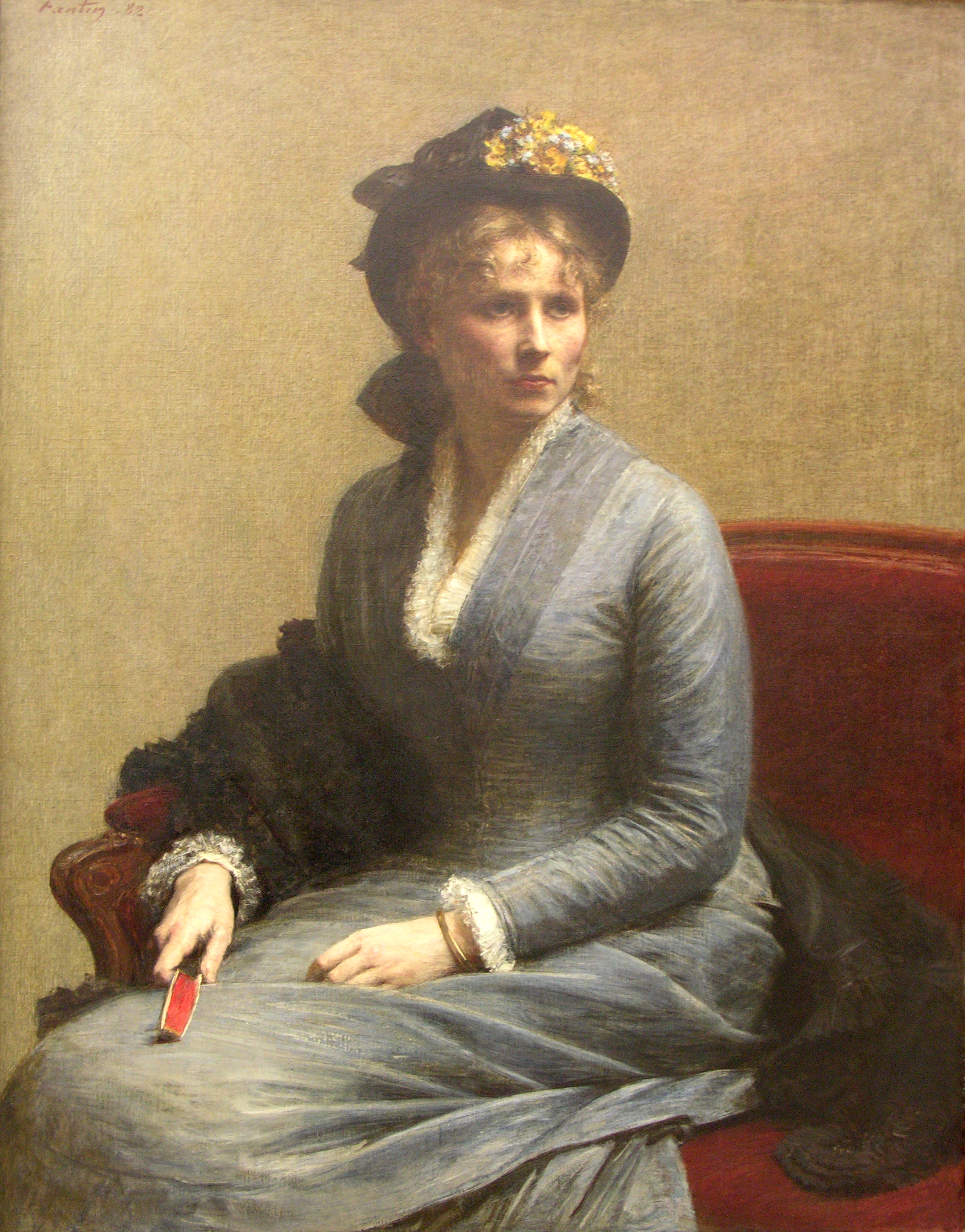
Charlotte Dubourg, 1882, Musée d'Orsay, Parijs
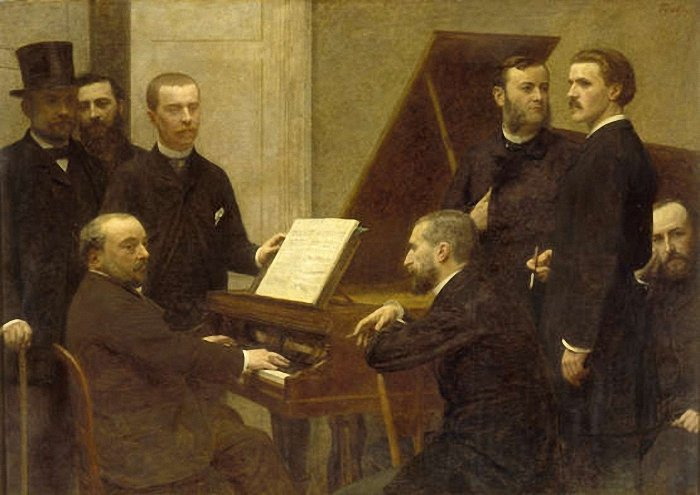
Autour du piano, 1885, Musée d'Orsay, Paris
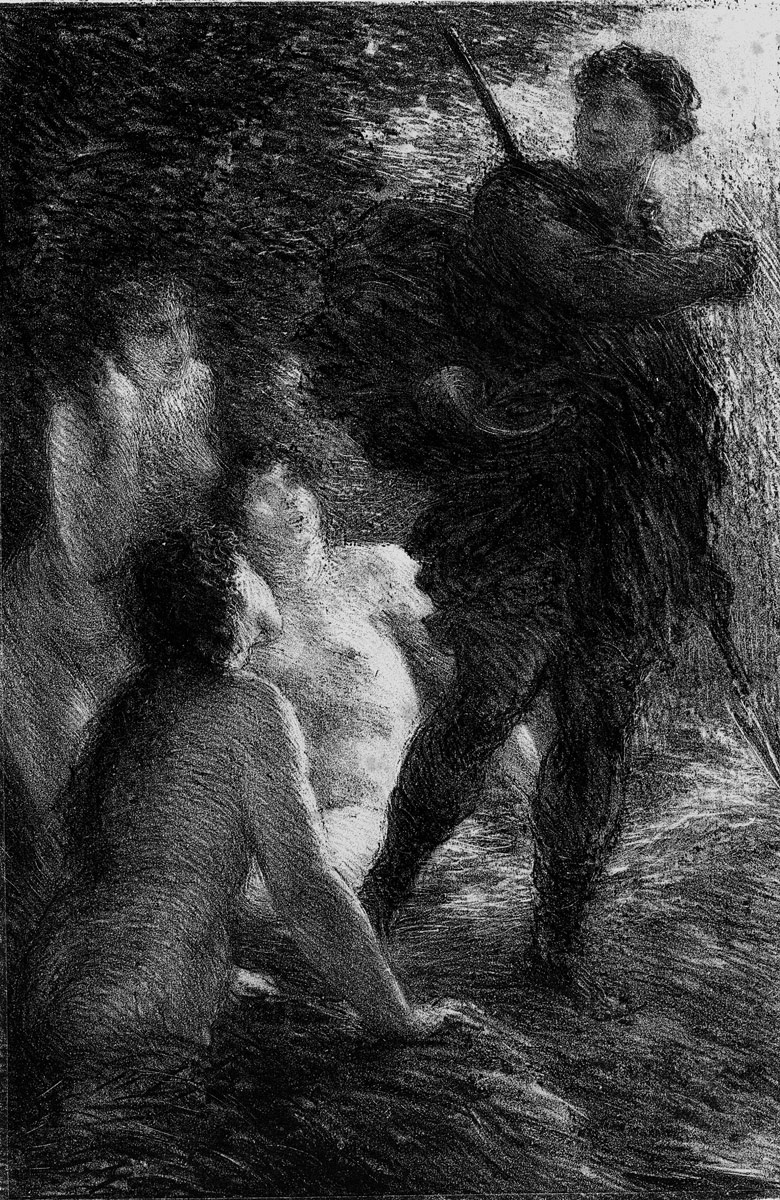
Siegfried et les Filles du Rhin, 1886
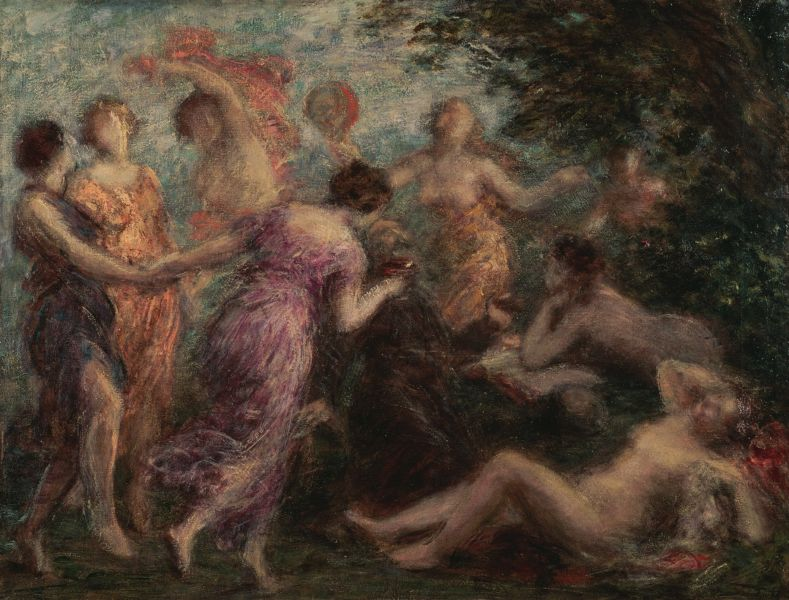
De verzoeking van de H. Antonius, Nationaal Museum voor Westerse Kunst, Tokyo